# Andonios Pepanos
Andonios Pepanos (gr. Αντώνιος Πέπανος, ur. 1866 w Patras, Grecja, zm. ?) – grecki pływak, uczestnik i medalista igrzysk olimpijskich w Atenach.
Pepanos nie był pewny startu w Atenach ze względu na wiek 30 lat, jednak zdecydował się wystartować w konkurencji 500 metrów stylem dowolnym. Ukończył dystans na drugim miejscu z czasem 9:57.6 przegrywając z Austriakiem Neumannem o ponad 1,5 minuty.